# Sint-Salvatorkerk (Zuilen)
De Sint-Salvatorkerk was een rooms-katholiek kerkgebouw in de wijk Zuilen van de Nederlandse stad Utrecht. De kerk was gewijd aan de Sint Salvator, een titel voor Christus. In 1979 werd de kerk overgedragen aan de naburige christelijk gereformeerde gemeente en werd het gebouw omgedoopt tot Eben-Haëzer Kerk. In 1998 werd de kerk in gebruik genomen door de Koptische Orthodoxe Kerk, die is gewijd aan Mar-guirguis (St. Joris) en St.Demiana.

## Salvatorkerk
Het was in 1962 de derde katholieke kerk in Zuilen na de Ludgeruskerk (1924) en de Jacobuskerk (1957). De parochie bestond echter al in 1934 en maakte gebruik van een noodkerk aan de Adriaan van Bergenstraat, nu de koptisch-orthodoxe Mari Guirguis en Sint Demiana. Wegens de groei van de wijk en daarmee de groei van het aantal kerkgangers was er behoefte aan een groter kerkgebouw. De architect G.M. Leeuwenberg ontwierp de moderne kerk. In 1960 werd de eerste steen gelegd verderop aan de A. van Bergenstraat (later de Pionstraat) en in 1962 kon de kerk worden ingewijd. De oude noodkerk werd in gebruik genomen door de Zusters Augustinessen.
Lang werd de kerk niet gebruikt voor de katholieke eredienst. Na de sloop van de Ludgeruskerk in 1977 kon ook de Salvatorkerk niet behouden blijven. In 1979 werd de kerk overgedragen aan de christelijk gereformeerde gemeente. De parochianen gingen toen weer gebruikmaken van hun oude noodkerk, nu de kapel van de Augustinessen.

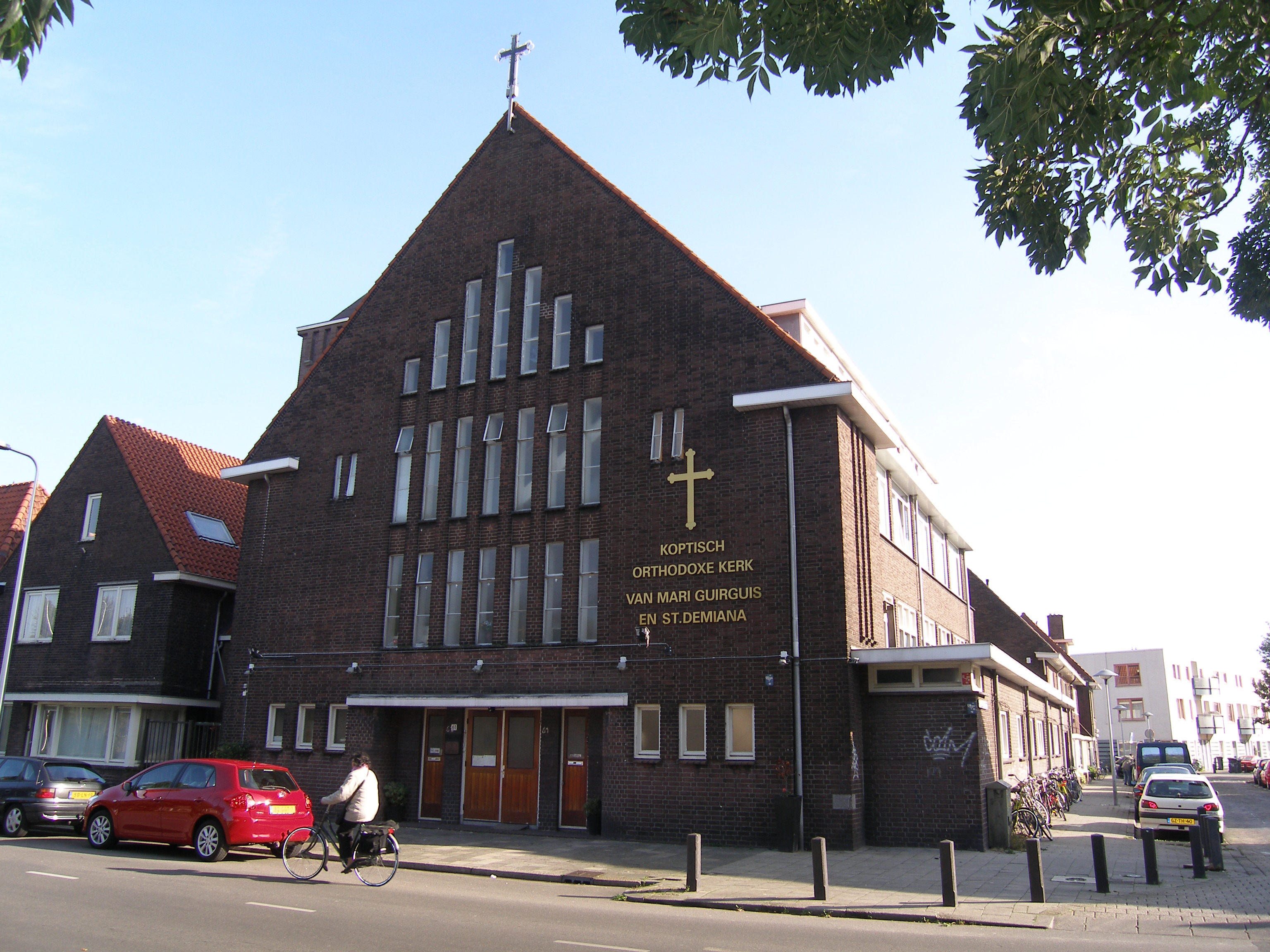
De huidige Koptische kerk aan de Adriaan van Bergenstraat waar eerst de Salvatorparochie kerkte.

## Eben-Haëzerkerk
In 1960 lieten de christelijk gereformeerden samen met de gereformeerd vrijgemaakten de kleine Eben-Haëzerkerk aan de Adriaan van Bergenstraat bouwen. Dit gebouw werd al spoedig te klein. In 1979 konden de christelijk gereformeerden de Salvatorkerk overnemen. De vrijgemaakten gingen ook elders kerken. Zodoende kon de naam van hun oude kerkje gebruikt worden voor hun nieuwe kerklocatie. Van 1979 tot 1995 heette de Salvatorkerk Eben-Haëzerkerk. Toen werd ook voor de gereformeerden deze kerk te groot. Zij betrokken de Mattheüskerk in Oog in Al. In 1998 werd de kerk in gebruik genomen door de Koptische Orthodoxe Kerk, die is gewijd aan Mar-guirguis (St. Joris) en St.Demiana. Zij kerken hier nog steeds. 